# 密花胡颓子
密花胡颓子（学名：Elaeagnus conferta var. conferta）为胡颓子科胡颓子属下的一个变种。

## 扩展阅读
- 維基物種上的相關：密花胡颓子